# Єлисеївська сільська рада
| Єлисеївська сільська рада — колишній орган місцевого самоврядування у Приморському районі Запорізької області з адміністративним центром у с. Єлисеївка. Водойми на території сільради: Чокрак. Сільській раді були підпорядковані населені пункти: - с. Єлисеївка |

## Склад ради
Рада складалася з 16 депутатів та голови.
Партійний склад ради: Партія регіонів — 8, Народна Партія — 1, КПУ — 2, Самовисування — 5.

### Керівний склад ради
| ПІБ                     | Основні відомості                                                                       | Дата обрання | Дата звільнення |
| ----------------------- | --------------------------------------------------------------------------------------- | ------------ | --------------- |
| Шлепак Любов Миколаївна | Сільський голова, 1954 року народження, освіта, член народної партії                    | 26.03.2006   | 31.10.2010      |
| Шлепак Любов Миколаївна | Сільський голова, 1954 року народження, освіта середня спеціальна, член Партії регіонів | 31.10.2010   |                 |

Примітка: таблиця складена за даними джерела